# HAPPY BIRTHDAY♪KYUSHU PASS
HAPPY BIRTHDAY♪KYUSHU PASS （ハッピーバースデー キュウシュウパス）は、九州旅客鉄道（JR九州）が期間限定で発売していた特別企画乗車券である。尚、誕生月以外はアラウンド九州きっぷを購入することによりほぼ同等の乗車券が購入可能。

## 概要
誕生日を含む連続した3日間、JR九州全線（九州新幹線を含む）のグリーン席、指定席及び普通車自由席 に乗車可能。

## 利用条件等
- 利用開始の当日でも購入可[6]。
- 利用可能日は利用者の誕生月の連続した3日間[7]。
- 指定料金券・グリーン料金券を最大6回まで指定することが可能 [8]。
- 行程最終日において乗車中の列車が翌日にまたがって運行をする場合、その列車を下車するまで有効。